# Zaharie Tilicea
Zaharie Tilicea (n. 1856, Daneș, județul Mureș – d. 1931, Vaidei, județul Hunedoara) a fost un deputat în Marea Adunare Națională de la Alba Iulia , organismul legislativ reprezentativ al „tuturor românilor din Transilvania, Banat și Țara Ungurească”, cel care a adoptat hotărârea privind Unirea Transilvaniei cu România, la 1 decembrie 1918  :pp. 225-226..

## Biografie
A urmat școala primară din satul natal, Daneș, județul Mureș, Liceul german din Sighișoara și Facultatea de Teologie din Sibiu. A fost preot în Vaidei, județul Hunedoara, având, de asemenea, o bogată activitate pe linie națională :pp. 225-226.  

## Activitatea politică
Ca deputat în Adunarea Națională din 1 decembrie 1918, Zaharie Tilicea a fost delegat al Cercului electoral Orăștie :p. 225.